# Italie 13
Vous pouvez aider à l'améliorer ou bien discuter des problèmes sur sa page de discussion.
- Certaines informations devraient être mieux reliées aux sources mentionnées dans la bibliographie ou les liens externes. Améliorez sa vérifiabilité en les associant par des références. (Marqué depuis août 2016)

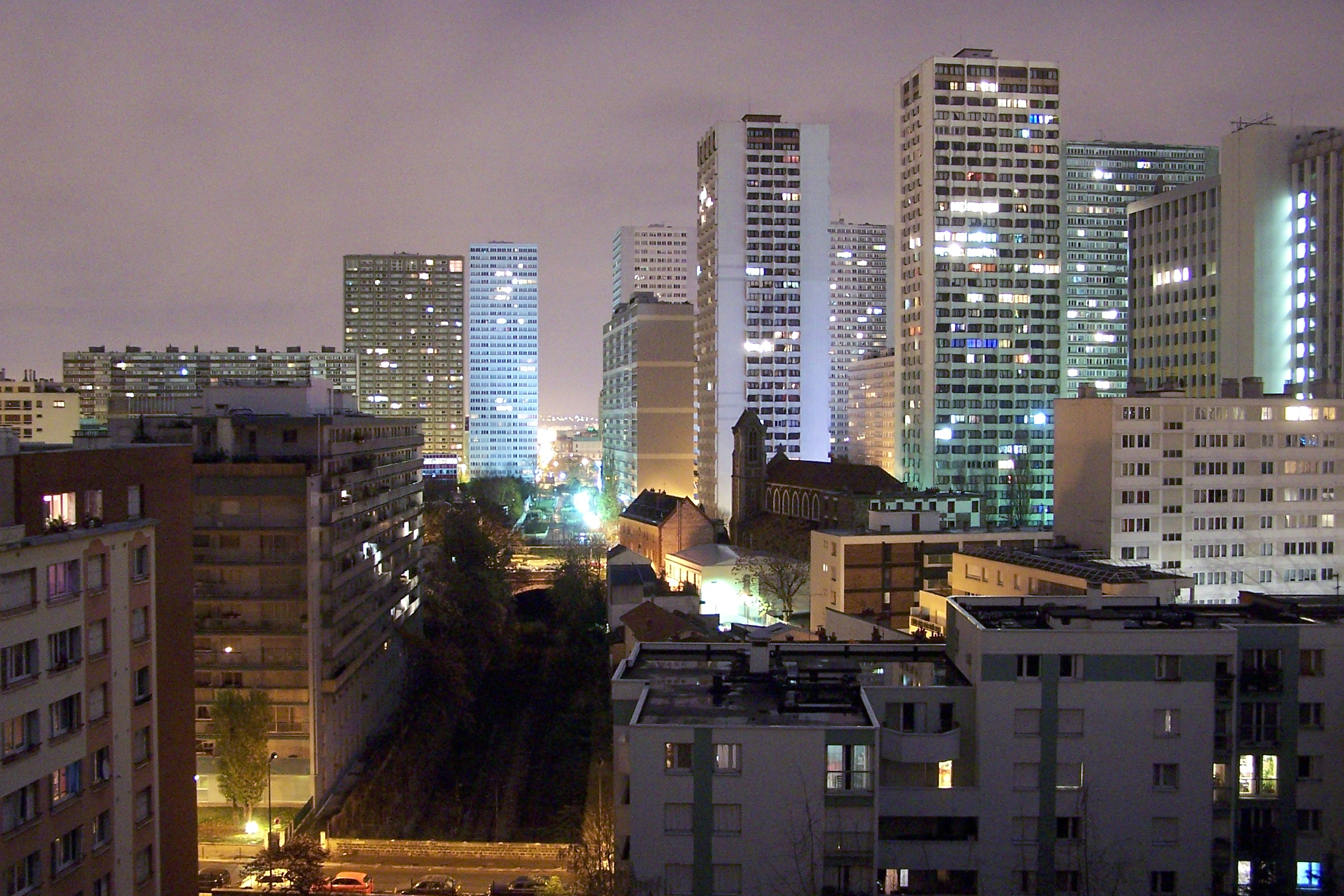
Vue d'Italie 13 depuis le toit du 133 avenue d'Italie. Avec au premier plan la Petite Ceinture.

Italie 13 (ou Italie XIII) est le nom d'une vaste opération d'urbanisme engagée à Paris dans les années 1960 et interrompue au milieu des années 1970. Son objectif était de transformer en profondeur certains quartiers du 13e arrondissement, autour de l'avenue d'Italie dont elle a tiré son nom. De cette opération, partiellement mise en œuvre, datent les nombreuses tours du sud de l'arrondissement et en particulier le quartier des Olympiades.

## Principe urbanistique
L'opération Italie 13 est l'une des réponses proposées par les urbanistes à un diagnostic souvent formulé par les architectes et les politiques depuis le début du XXe siècle : les arrondissements périphériques de Paris et plus particulièrement le 13e arrondissement comprennent de nombreux îlots jugés insalubres ou simplement « mal construits ». La rénovation de ces îlots, soigneusement répertoriés par Raymond Lopez (architecte-conseil pour la ville de Paris) et son assistant Michel Holley, doit se faire non par un simple assainissement des immeubles mais par une réorganisation d'ensemble de ces quartiers dans l'esprit de la charte d'Athènes de Le Corbusier :
- construction en hauteur afin de libérer des espaces au sol et d'assurer aux appartements une meilleure luminosité
- séparation des fonctions : les voies destinées à une circulation automobile importante doivent être distinctes de celles qui sont consacrées à la desserte locale ou aux trajets piétonniers.

D'autres principes de Le Corbusier, comme celui des parcs entourant les tours, sont toutefois mis de côté.

## Mise en œuvre
Le Plan d'urbanisme directeur (PUD), rédigé en 1959 et appliqué dès 1961, résume en quelques mots la nouvelle conception de la ville : « La trame urbaine n'est plus définie par les rues, mais par l'ordonnance des constructions, elles-mêmes guidées par des considérations fonctionnelles ». Le quartier des Olympiades illustrera ce programme à la perfection.
Grâce au soutien d'un pouvoir politique fort instauré par l'avènement de la Cinquième République, l'opération Italie 13 peut être lancée. Le Conseil de Paris l'approuve le 13 janvier 1966 et la confie au secteur privé. Elle doit couvrir un secteur de 87 hectares entre la place d'Italie, l'avenue de Choisy, les rues de Tolbiac et Nationale, les boulevards des Maréchaux et une partie des quartiers de Maison-Blanche et de la Butte-aux-Cailles de part et d'autre de l'avenue d'Italie. Il s'agit de construire 16 400 logements et 150 000 mètres carrés de surfaces commerciales et de bureaux, ainsi que des écoles et de petits jardins.

Les nombreux intervenants sont réunis au sein de l'Atelier de rénovation urbaine d'Italie 13 sous l'impulsion d'Albert Ascher et Michel Holley. Les tours doivent toutes avoir à peu près la même hauteur : une trentaine d'étages. Holley estime en effet que l'urbanisme de tours, loin d'opérer une rupture traumatique avec le passé, prolonge la vieille tradition parisienne de l'unité de hauteur des bâtiments. De la place des Vosges aux grandes avenues haussmanniennes, l'uniformité des gabarits est en effet un élément essentiel du paysage parisien. En 2012 Michel Holley publie ses mémoires et y donne une des raisons de sa contribution à ce nouvel urbanisme :
Puis, à Paris, ma chambre donnait sur le sombre puits d'une cour, et vraiment je détestais ce que je ne savais pas encore nommer: l'urbanisme haussmannien. Par bonheur j'eus la révélation qu'un autre mode de vivre la ville était possible quand j'entrai à Franklin où les Jésuites venaient de faire construire un bâtiment novateur: la cour de récréation était sur le toit et dominait tout Paris. Et je voyais détruire ces immeubles sinistres par la large percée en travaux de l'avenue Paul Doumer. Ces souvenirs et sensations d'enfance ont conditionné mon avenir et, si j'ai allégrement contribué à la rénovation parisienne, je le dois à cette conviction que l'on peut et que l'on doit « changer le monde ».

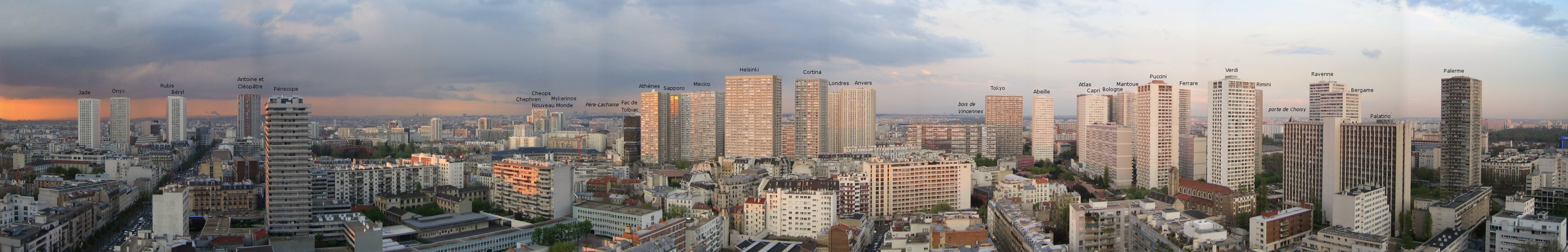
Vue des trois principaux quartiers de tours depuis la tour Super-Italie, annotée avec le nom des tours, de gauche à droite (l'îlot Galaxie, les Olympiades et l'ensemble Masséna).

Sur les 55 tours initialement programmées, une trentaine sortent de terre entre 1969 et 1977.

## Échec de l'opération et arrêt
La sortie de terre des tours s'est accompagnée d'un changement d'état d'esprit de la population, qui a trouvé un écho chez les professionnels (enquêtes de l'Atelier parisien d'urbanisme) et les politiques. En 1974, le nouveau président de la République, Valéry Giscard d'Estaing, marque le point d'arrêt des grandes opérations d'urbanisme de tours. L'opération Italie 13 n'aura donc été que très partiellement mise en œuvre.

### Réalisations annulées
Le projet de la tour Apogée est annulé en 1975.
Aux Olympiades, le plan originel comprenait deux tours de copropriété qui n'ont jamais vu le jour, à savoir Melbourne (trame 4x4) et Los Angeles (trame 4x8), et qui devaient prendre place le long de la rue Nationale.
Les tours Antoine & Cléopâtre, Super-Italie et Chambord resteront quant à elle isolées, contrairement aux projets conçus à l'origine.

### Un échec aux multiples causes
Les causes de cet échec relatif sont multiples :
- la cible visée, les cadres parisiens travaillant dans Paris ouest et la Défense, n'a pas été séduite par des tours trop uniformes et sans services à valeur ajoutée ;
- l'absence de métro proche, Tolbiac et Porte d'Ivry sont à 10 minutes à pied. Seuls deux bus desservent la dalle ;
- la mixité sociale forte, avec des barres HLM, réduisant l'attractivité des tours ;
- les charges très élevées (de 2000 € à 3 000 € en moyenne par an selon les tours pour un 35 m2 en 2023) dues aux lois IGH imposant par exemple, la présence de pompiers de gardes 24 heures sur 24, des portes coupe-feu pour les ascenseurs, nombreux détecteurs incendies, colonne sèches, etc.

Il est difficile de nier que la construction des tours, vue autrefois comme un progrès décisif, n'a guère profité à l'image du 13e arrondissement, d'autant plus que, construites sur une hauteur, elles sont beaucoup plus visibles depuis le reste de Paris que les tours du Front-de-Seine. Sur le plan esthétique, l'uniformité des parallélépipèdes parisiens séduit certainement moins les Parisiens que l'exubérance de Manhattan pour les New-Yorkais. Les habitants, eux, portent un jugement très contrasté selon la tour dans laquelle ils résident, car la situation varie considérablement d'un immeuble à l'autre au niveau des équipements fournis, de l'état d'entretien et du standing général (comportement sociétaux des résidents, la qualité variable du travail des gestionnaires de copropriétés, à savoir les agences immobilières principalement, sur l'entretien structurel desdites tours, etc.).
Toutefois, la dalle des Olympiades a conservé ses commerces et ne présente pas l'aspect d'esplanade semi déserte du Front-de-Seine. L'arrivée de populations asiatiques a probablement permis de sauvegarder le dynamisme du quartier.

### Conséquences sur l'urbanisme à Paris
À cause du semi-échec de ce type d'opération, l'urbanisme s'est lancé en France, et en particulier à Paris, dans une direction beaucoup plus modeste.  
La réalisation du quartier des Hautes-Formes, sur des terrains initialement destinés à accueillir des IGH situés à proximité des Olympiades par l'architecte Christian de Portzamparc, est un exemple fréquemment cité de cette « couture » entre la ville verticale et la ville plus traditionnelle. 
L'opération Paris Rive Gauche, à quelques centaines de mètres des Olympiades, seule opération urbaine de grande envergure menée à Paris depuis Italie 13, marque sur l'avenue Pierre-Mendès-France le retour à l'alignement sur rue et au gabarit uniforme : la pierre de taille de l'époque haussmanienne a simplement laissé la place à la paroi de verre. Et le patrimoine urbain, que le PUD croyait pouvoir négliger en dehors du « périmètre sacré » des six premiers arrondissements, fait désormais l'objet de toutes les attentions : alors que les architectes des années 1960 prévoyaient de détruire une gare d'Orsay devenue inutile, leurs successeurs des années 2000 intègrent la plupart des derniers vestiges du passé industriel (Grands Moulins de Paris, SUDAC et Les Frigos) dans les nouveaux quartiers du XXIe siècle.

## Réalisations

La carte du Triangle de Choisy et des Olympiades, Paris.
Triangle de Choisy
Les Olympiades

Première construite dans le secteur, la tour Le Périscope (1965-1969, Maurice Novarina architecte) est un coup parti avant même le lancement de l'opération. Les treize tours de l'ensemble Masséna sont construites sur les terrains de l'ancienne usine de construction Panhard & Levassor, dont l'unique bâtiment sauvegardé abrite désormais le siège social de Gares & connexions (SNCF) et l'agence d'architecture AREP. Les huit tours des Olympiades le sont sur la gare de marchandises des Gobelins.

### Les Olympiades
Le village des Olympiades (1969-1977) est l'opération immobilière la plus emblématique des théories urbanistiques appliquées à la rénovation urbaine du secteur Italie. Conçu par l'architecte en chef Michel Holley assisté par André Martinat, cette « ville dans la ville » comprend six tours de logement privé (Sapporo, Mexico, Athènes, Helsinki, Cortina et Tokyo), deux tours de logement ILN (Londres et Anvers) et trois immeubles HLM en forme de barres (Rome, Grenoble et Squaw Valley). En sept ans, trois mille quatre cents logements ont été construits, ainsi que des commerces (galerie Mercure et centre commercial Oslo) et des bureaux. Tous les immeubles portent le nom d'anciennes villes hôtes des Jeux olympiques d'hiver ou d'été, idée de la société de promotion SGII qui profita de l'organisation la même année des Jeux olympiques d'hiver par la ville de Grenoble. Le stadium, un complexe omnisports devant permettre la pratique d'une vingtaine de disciplines, a en effet tenu lieu d'argument marketing choc lors de la vente des appartements des tours de logement privé, comme en témoignent les plaquettes publicitaires. Mais le complexe, composé d'une piscine et patinoire fut rapidement fermé et resta longuement abandonné en tout ou partie, au grand dam des habitants. Cette « zone du stadium » fut ensuite  occupée par différents équipements : un bowling, une salle de squash, une synagogue et une salle de sport privée. Restructurée et réhabilitée, cette zone accueille aujourd'hui un gymnase municipal polyvalent.  

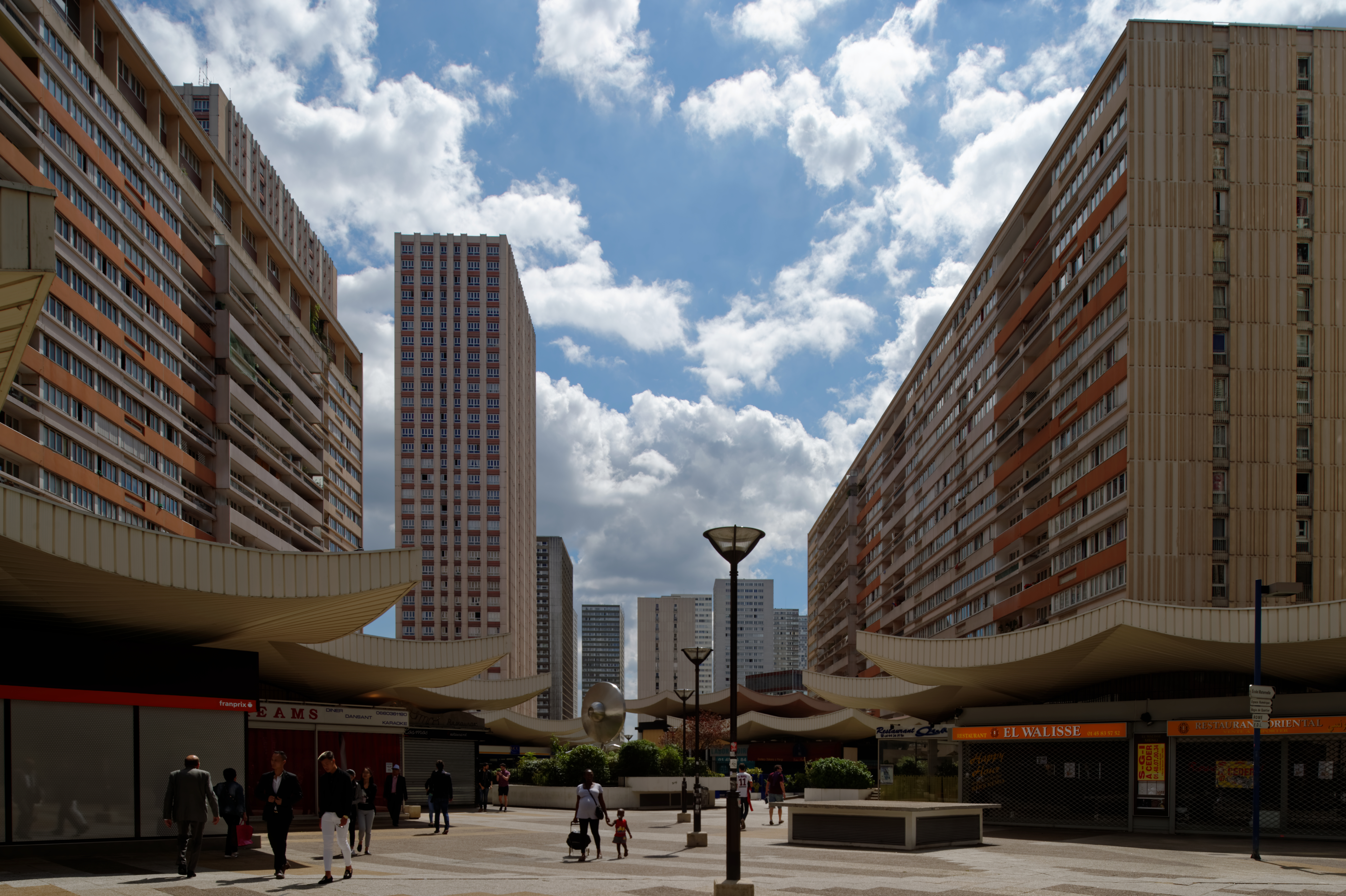
Quartier des Olympiades.

L'ensemble immobilier a été édifié sur les terrains de l'ancienne gare de marchandises des Gobelins (1903), raccordée à la petite ceinture ferroviaire de Paris. En échange de la livraison d'une nouvelle gare enterrée sur deux niveaux, la SNCF a cédé les droits à construire en sursol et en périphérie à l'Office public HLM de Paris et à la Société nationale de construction (SNC). Rachetée par la banque Rothschild, cette entreprise de gros œuvre a ensuite revendu l'ensemble des droits à construire correspondant au volet privé de l'opération à la SAGO (Société d'aménagement de l'îlot Gobelins Nord), entité juridique dédiée à l'opération et contrôlée par la banque Rothschild. Seul le niveau supérieur de la nouvelle gare était desservi par le rail, celui inférieur faisant office d'entrepôt. Cédée par la SNCF à RFF en 2005, la gare, dont l'activité ferroviaire a cessé en 1992, a été reconvertie en plateforme logistique du commerce asiatique. Aux deux niveaux de sous-sol de la gare, se superpose un niveau de voirie souterraine (rues du Disque et du Javelot) livrant accès aux différents immeubles et aux parkings.

### L'îlot Galaxie (Italie 2)

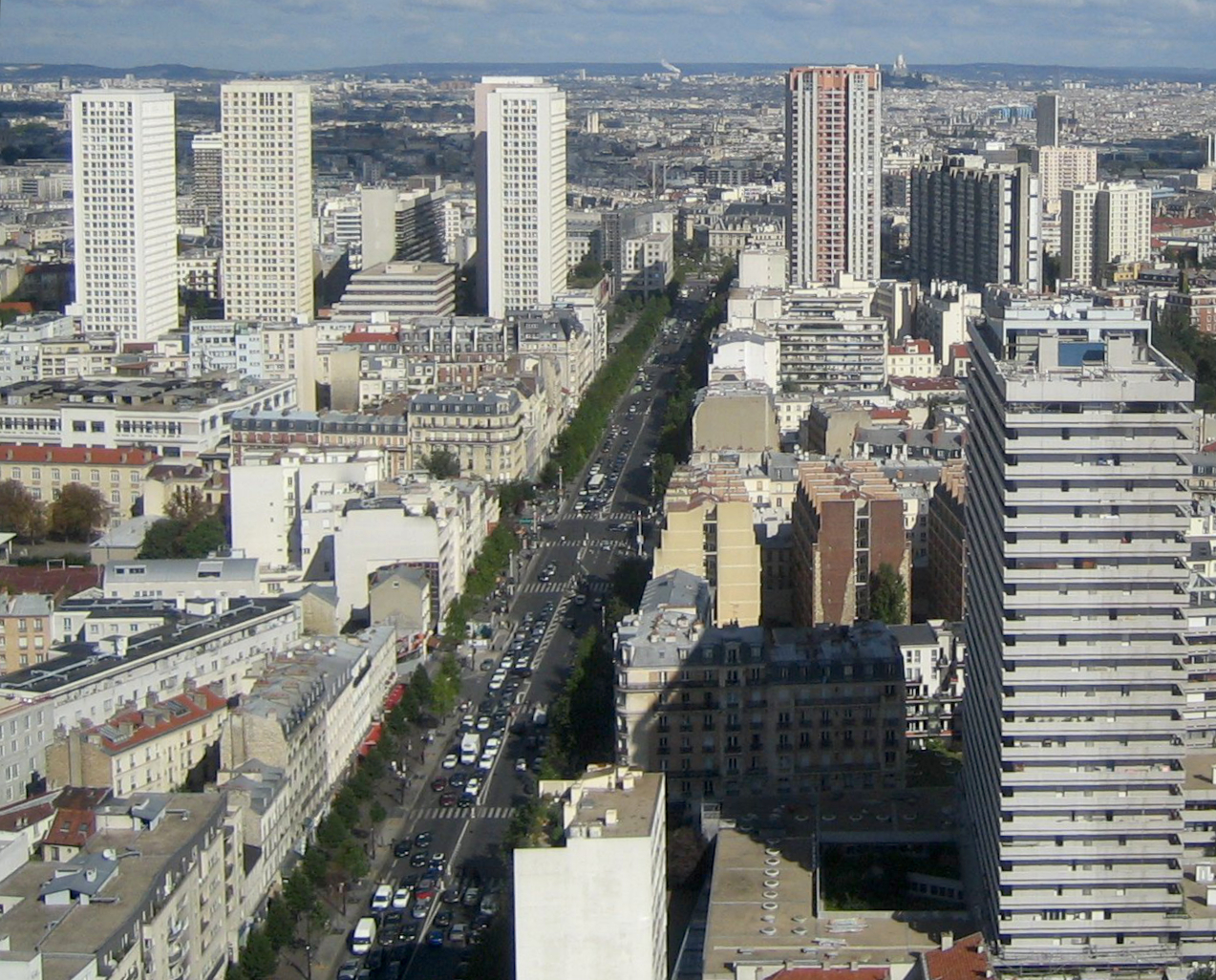
De droite à gauche : le Périscope (M. Novarina), Antoine-et-Cléopâtre (M. Holley) et les quatre tours du centre Galaxie.

Première opération lancée dans le cadre de la rénovation du secteur Italie, l'ensemble Galaxie comprend 1100 logements répartis dans quatre tours portant le nom flatteur de pierres semi-précieuses (Onyx, Jade, Rubis et Béryl) et conçues par les architectes Albert Ascher, Michel Holley, Gérald Brown-Sarda et Daniel Mikol entre 1970 et 1977. Entre ces immeubles d'habitation et les anciens quartiers de la place d'Italie, l'ensemble comporte aussi un centre commercial baptisé Galaxie devenu Italie 2. Au-dessus de ce centre commercial devait initialement se dresser une tour de grande hauteur, baptisée tour Apogée, censée être le plus haut immeuble de Paris. Ce dernier élément fut l'objet de nombreuses controverses et projets alternatifs dans la forme (par exemple, la version de l'agence américaine Skidmore, Owings & Merril culminant à 230 mètres de hauteur) ou quant à l'emplacement (elle fut un temps envisagée à l'autre extrémité de l'avenue d'Italie), avant d'être totalement abandonné sur décision du Président de la République, Valéry Giscard d'Estaing, qui après l'inauguration de la tour Montparnasse met un terme à tous les projets d'immeubles de grande hauteur à Paris.
Après ces importants chantiers, il faudra attendre le début des années 1990 pour voir cet îlot se transformer de nouveau avec l'érection du complexe cinématographique Grand Écran Italie, alors le plus grand écran d'Europe, décidé par le maire de la ville Jacques Chirac en 1986. Inauguré le 12 juin 1992, l'imposant bâtiment conçu par l'architecte japonais Kenzō Tange, auréolé du Prix Pritzker (1987) s'ouvre sur la place d'Italie, en face de la mairie d'arrondissement, par une monumentale façade rideau courbe en verre encadrée d'une arche en béton et agrémentée d'un campanile multicolore extérieur abritant plusieurs ascenseurs reliant les 12 étages de bureaux au parvis, tandis que le long de l'avenue d'Italie courent sur 3 niveaux des galeries commerciales.

### L'ensemble Masséna (Italie 1)
Ce quartier, qui occupe l'ancien emplacement des usines Panhard-Levassor de la porte d'Ivry à la rue Gandon, comprend d'est en ouest :
- la villa d'Este : tours Ancône, Bologne, Atlas, Abeille, Mantoue, Ferrare, Sienne, Rimini et Puccini ainsi que les barres d'immeuble Capri et Tivoli.
- le centre commercial Masséna 13.
- le quartier de la porte de Choisy : tours Verdi, Bergame, Ravenne et Palerme ainsi que la barre d'immeuble Palatino.

Les tours et barres de ce quartier donnent de plain-pied sur la rue et sont mieux intégrées dans le tissu urbain. Elles portent essentiellement des noms de compositeurs ou de villes italiennes.

### Autres constructions
Il faut rajouter à cette liste quelques bâtiments et opérations isolés :
- au 83 de l'avenue d'Italie : le Périscope (Maurice Novarina, 1971[6]), barre de 20 étages avec piscine et terrasse panoramique en toiture terrasse.

- vers la porte d'Italie : la tour Super-Italie, seule tour ronde du quartier (Maurice Novarina, 1974) et la tour Chambord au bord du boulevard Kellermann.
- le long du boulevard Vincent-Auriol : divers ensembles d'immeubles de grande hauteur dont trois tours portant les noms de Cheops, Chephren et Mykerinos à cause de leur forme légèrement pyramidale à la base, à côté desquelles se dresse l'une des tours les plus originales de Paris : la tour du Nouveau-Monde, dont les murs sont ornés de bas-reliefs sur toute leur hauteur.

Tour Super-Italie.
Tour Chambord.
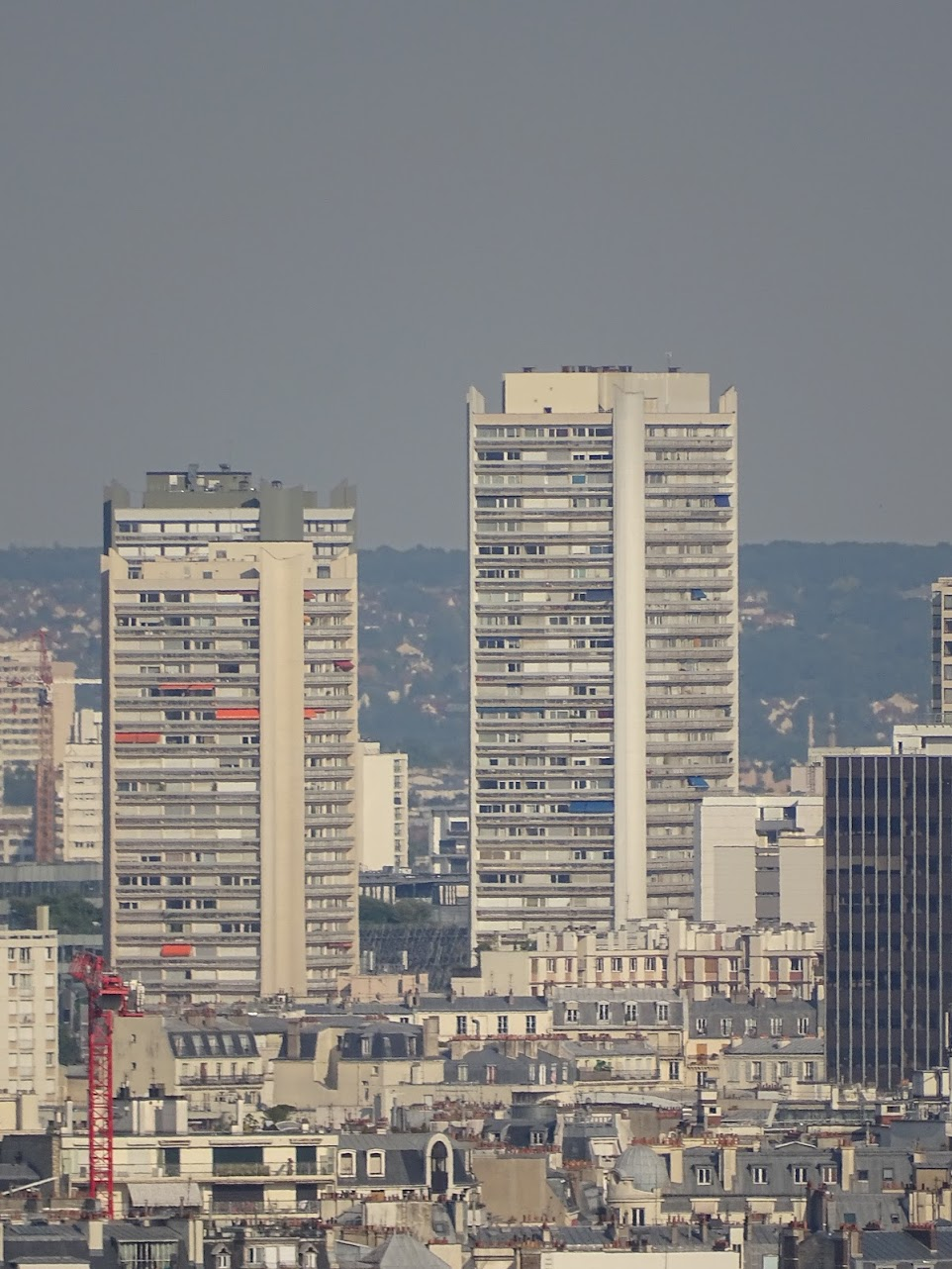
Tour Chéops.